# Helen Mack

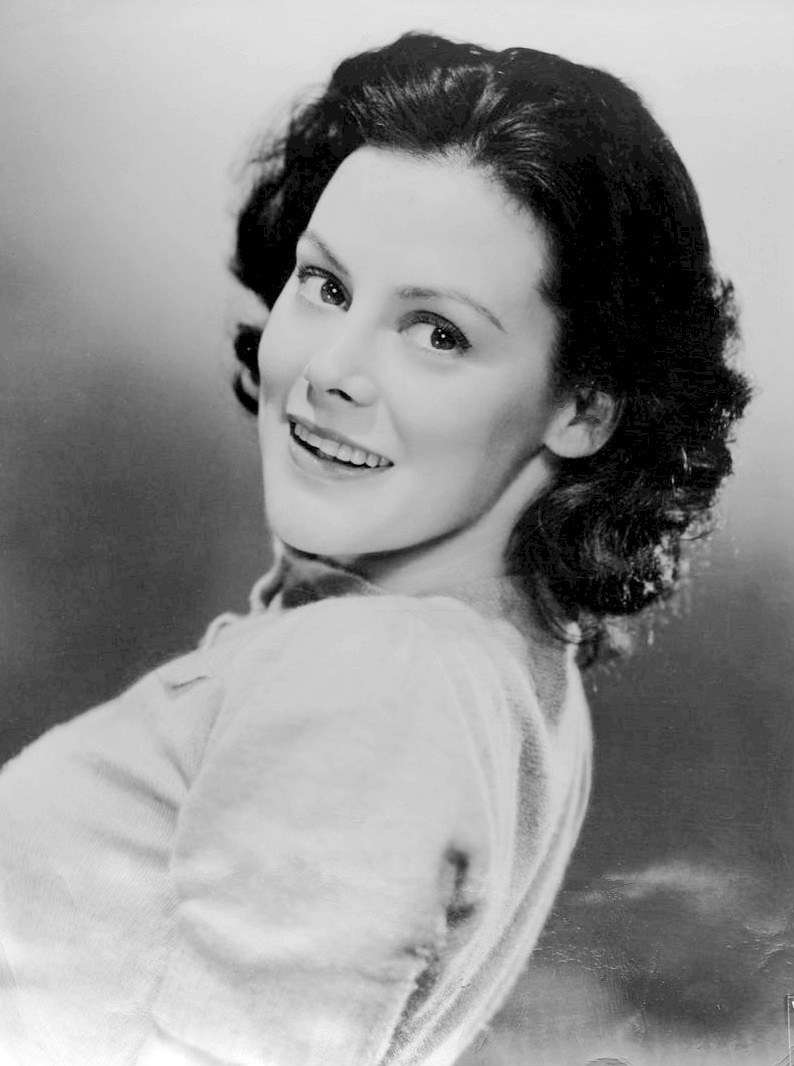
Helen Mack, 1941.

Helen Mack, född 13 november 1913 i Rock Island, Illinois, död 13 augusti 1986 i Beverly Hills, Los Angeles, Kalifornien, var en amerikansk skådespelare. På 1930-talet gjorde hon ett antal huvudroller i filmer och kom att medverka i mer än 40 filmer. 1945 gjorde hon sin sista filmroll. Hon arbetade senare i karriären som producent, manusförfattare och regissör för radio.
Hon har en stjärna på Hollywood Walk of Fame vid adressen 6310 Hollywood Blvd.

## Filmografi
- 1933 – På kryss till paradiset
- 1933 – Fargo Express
- 1933 – Sweepings
- 1933 – Kongs son
- 1935 – 8-12 Midnatt
- 1936 – Folkets jubel
- 1937 – Sista tåget från Madrid
- 1938 – Sensationen för dagen
- 1938 – Utan vittnen
- 1940 – Det ligger i blodet
- 1944 – Redo för morgondagen